# سیارک ۴۲۸۴
سیارک ۴۲۸۴ (به انگلیسی: 4284 Kaho، نامگذاری:1988FL3) چهار هزار و دویست و هشتاد و چهارمین سیارک کشف شده‌است که در ۱۶ مارس ۱۹۸۸ کشف شد.
قدر مطلق سیارک برابر ۱۲٫۵۰ است.